# Famille Mustel
La famille Mustel est une importante famille rouennaise des XIVe siècle et XVe siècle.

## Historique
Famille marchande, elle accède au patriciat à partir du milieu du XIVe siècle.
Nicolas Mustel fait preuve de noblesse à Rouen en 1486. La famille est maintenue en noblesse le 10 avril 1669 après la reconnaissance d'ancienne noblesse de Charles Mustel, seigneur du Bosc-Roger.

## Possessions
La famille Mustel est seigneur du Bosc-Roger, quart de fief de haubert situé sur les communes de Bouquetot et Rougemontiers. 
Il est mis en vente par Charles Mustel, seigneur du Bosc-Roger après la mort de son frère Philippe († 1710) et sera acquis en 1724 par Robert Deusquerque.

## Membres notables
- Roger Mustel, maire de Rouen en 1342 et 1352.
- Jean Mustel, maire de Rouen en 1356. Il est envoyé à la suite du traité de Brétigny comme otage avec l'ancien maire de Rouen Amaury Filleul en Angleterre en échange du roi de France Jean II le Bon et meurt en captivité.
- Jean Mustel, conseiller-échevin de Rouen en 1391, 1394 et 1397.
- Roger Mustel, conseiller-échevin de Rouen en 1400 et 1412.
- Roger Mustel, fils du précédent, devient à partir de 1418 jusqu'en 1442 vicomte de l'Eau, fonction déjà occupée par son père. Il obtient d'Henri V la restitution de ses biens. Il achète en 1422 le fief de Panilleuse à Fresquiennes. Il épouse en 1425 Agnès, veuve de Guillaume Ango, bourgeois de Rouen. En remboursement de dettes, il prend possession à la même période des fiefs de Rouvray à Veules et du Quesnay à Pavilly. Résidant paroisse Saint-Patrice à Rouen comme le prouve son testament en 1441, il devient dix ans plus tard conseiller-échevin de Rouen. Sa sœur Jeanne est la mère de Gilles Deschamps, doyen du chapître cathédral (1434-1438).
- Jean Mustel, seigneur de Bosc-Roger et échevin de Rouen en 1510. Il participe aux travaux pour amener les eaux de la sources d'Yonville. Il comparaît en 1486 à la monstre tenue à Rouen. Il est en 1509 et 1527 député pour la bourgeoisie de Rouen aux États de Normandie.

## Armoiries de la famille
Armes : « d'azur, semé de fleur de lys d'or, à deux herses du même, posés en bande. »
Timbre : « un casque d'argent. »
Lambrequins : « d'azur, semé de fleur de lys d'or. »
Cimier : « un lion issant d'or. »
Support : « deux lions d'or mouvant d'une terrasse de sinople. »

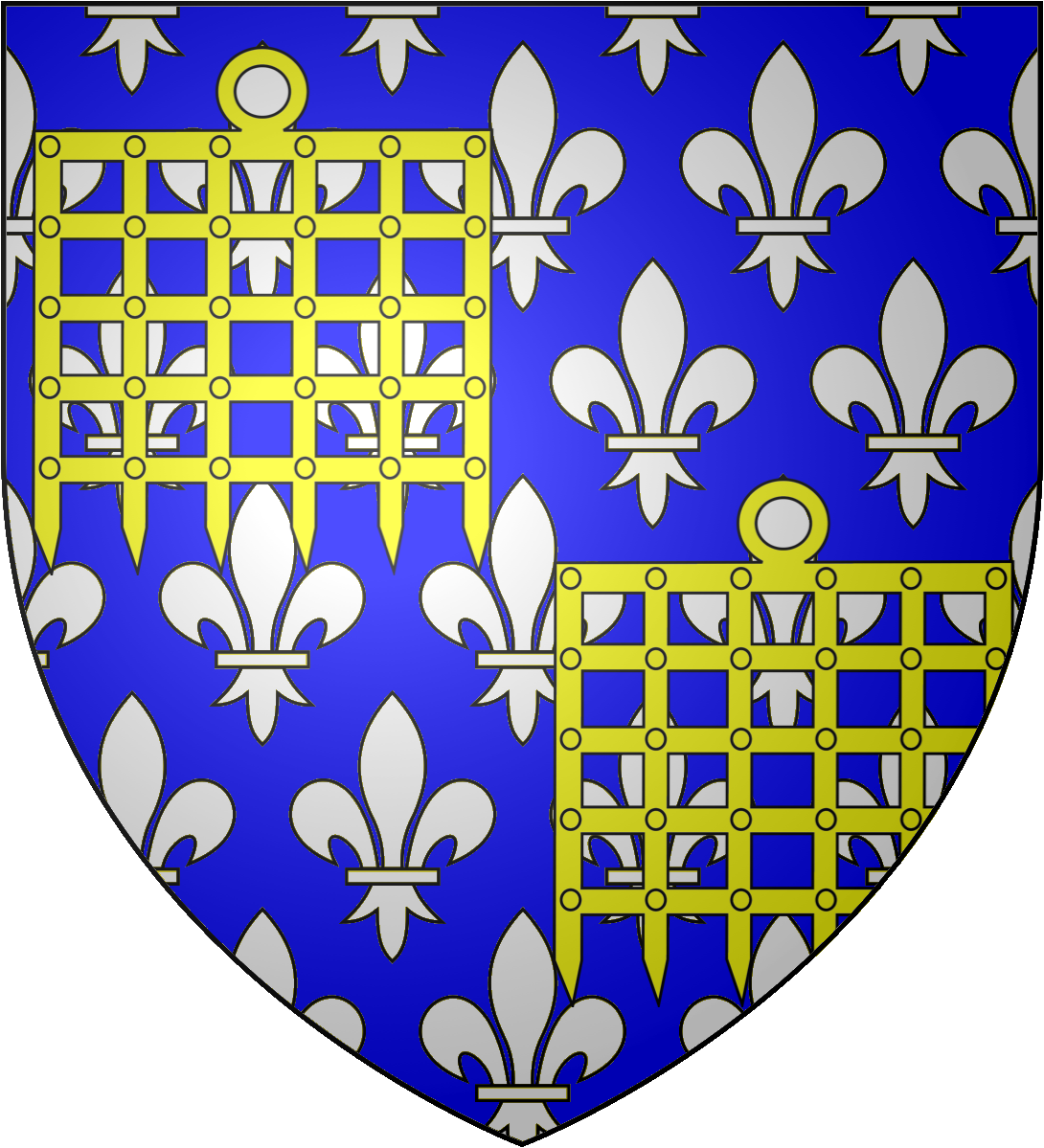
version argent

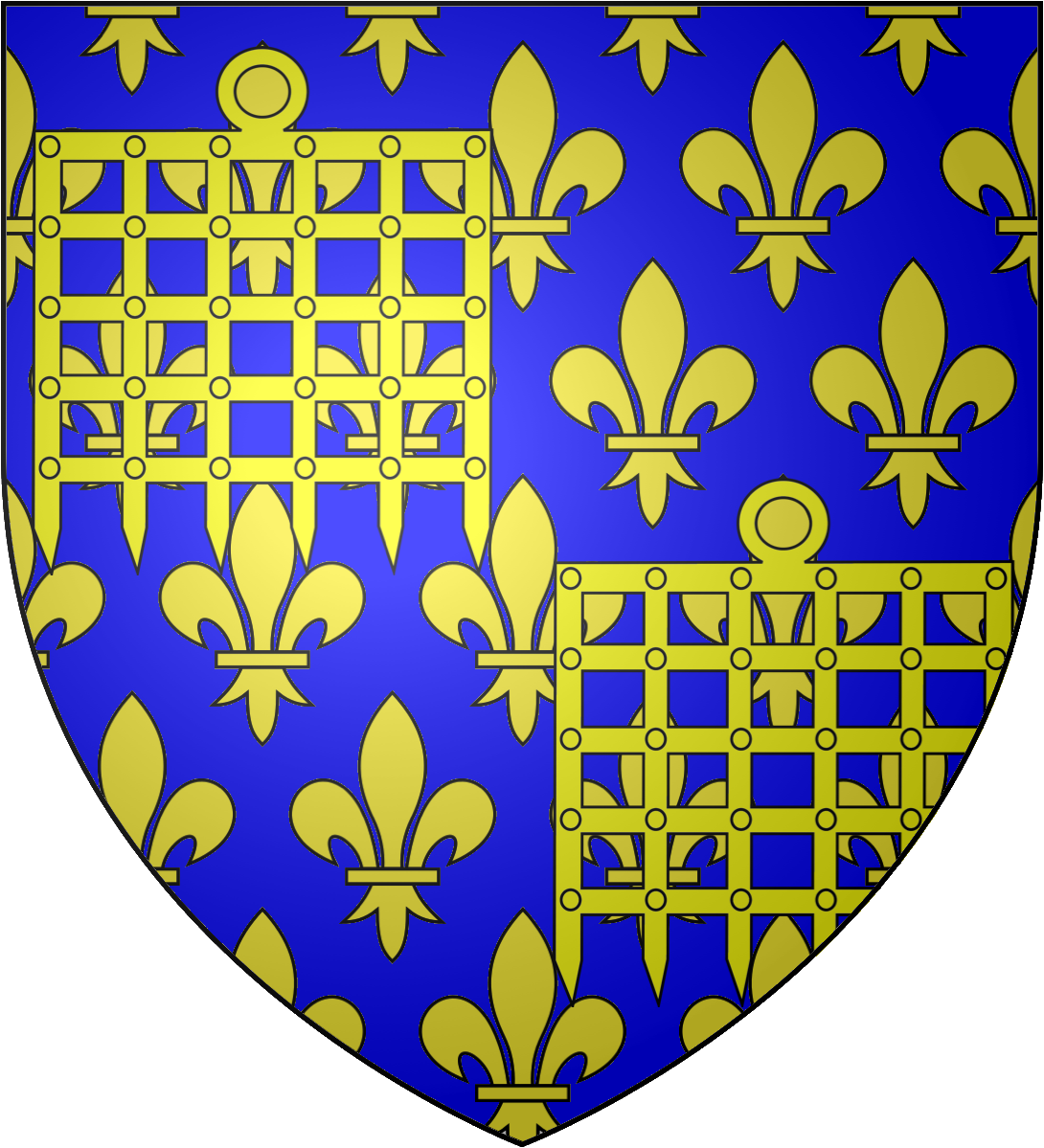
Mustel version or